# 윤정빈
윤정빈(1999년 6월 24일~)은 KBO 리그 삼성 라이온즈의 외야수, 내야수이다.

## 아마추어 시절
부천고등학교 시절 팀의 주축으로 활약했다. 고등학교 3학년 재학 시절 충훈고등학교와의 고교 야구 주말 리그 경기에서 사이클링 히트를 기록했다.

## 삼성 라이온즈시절
2018년에 입단하였다. 

## 상무 야구단시절
2020년에 입단하였다.

## 삼성 라이온즈복귀
2022년에 복귀하였다. 2022년 4월 16일 SSG 랜더스와의 경기에 출전하며 데뷔 첫 경기를 치렀고, 경기 후반에 대수비로 출전해 타석에는 들어서지 못했다.
그러나 2024년도 시즌부터는 출장 기회를 얻고 있다.

## 통산 기록
| 연도 | 팀명  | 타율  | 경기 | 타수 | 득점 | 안타 | 2루타 | 3루타 | 홈런 | 루타 | 타점 | 도루 | 도실 | 볼넷 | 사구 | 삼진 | 병살 | 실책 |
| ---- | ----- | ----- | ---- | ---- | ---- | ---- | ----- | ----- | ---- | ---- | ---- | ---- | ---- | ---- | ---- | ---- | ---- | ---- |
| 2022 | 삼성  | 0.000 | 13   | 10   | 1    | 0    | 0     | 0     | 0    | 0    | 0    | 0    | 0    | 0    | 0    | 5    | 0    | 0    |
| 2023 | 삼성  | 0.147 | 28   | 34   | 5    | 5    | 0     | 0     | 1    | 8    | 3    | 1    | 0    | 7    | 2    | 12   | 1    | 0    |
| 2024 | 삼성  | 0.286 | 69   | 161  | 26   | 46   | 4     | 1     | 7    | 73   | 20   | 1    | 3    | 22   | 3    | 47   | 1    | 0    |
| 통산 | 3시즌 | 0.249 | 110  | 205  | 32   | 51   | 4     | 1     | 8    | 81   | 23   | 2    | 3    | 29   | 5    | 64   | 2    | 0    |